# 佩里格
佩里格（法語：Périgueux，法語：[peʁiɡø] ⓘ），法国西南部城市，新阿基坦大区多尔多涅省的一个市镇，同时也是该省的省会，下辖佩里格区，其市镇面积为9.82平方公里，2022年1月1日时人口数量为29,876人，是该省人口最多的市镇，在所有法国城市中排名第275位。
佩里格位于多尔多涅省中部，其附近区域在法国区域地理学中被通称为“白色佩里戈尔”，因当地部分地区裸露的白色岩石而闻名。佩里格历史悠久，是法国艺术与历史之城，高卢时期就已建城并成为一个政治中心；中世纪时长期隶属于阿基坦；二战时期成为法国大后方，接纳了大量来自沦陷区的居民。现代佩里格是一个区域性的工商业中心城市和交通枢纽，有四个方向的铁路在此交汇。

## 地名来源
“佩里格”一名来源于佩特罗科尔人，后者为一支高卢部落，佩里格为其活动中心，而其周边地区则被称为“佩里戈尔”。

## 历史

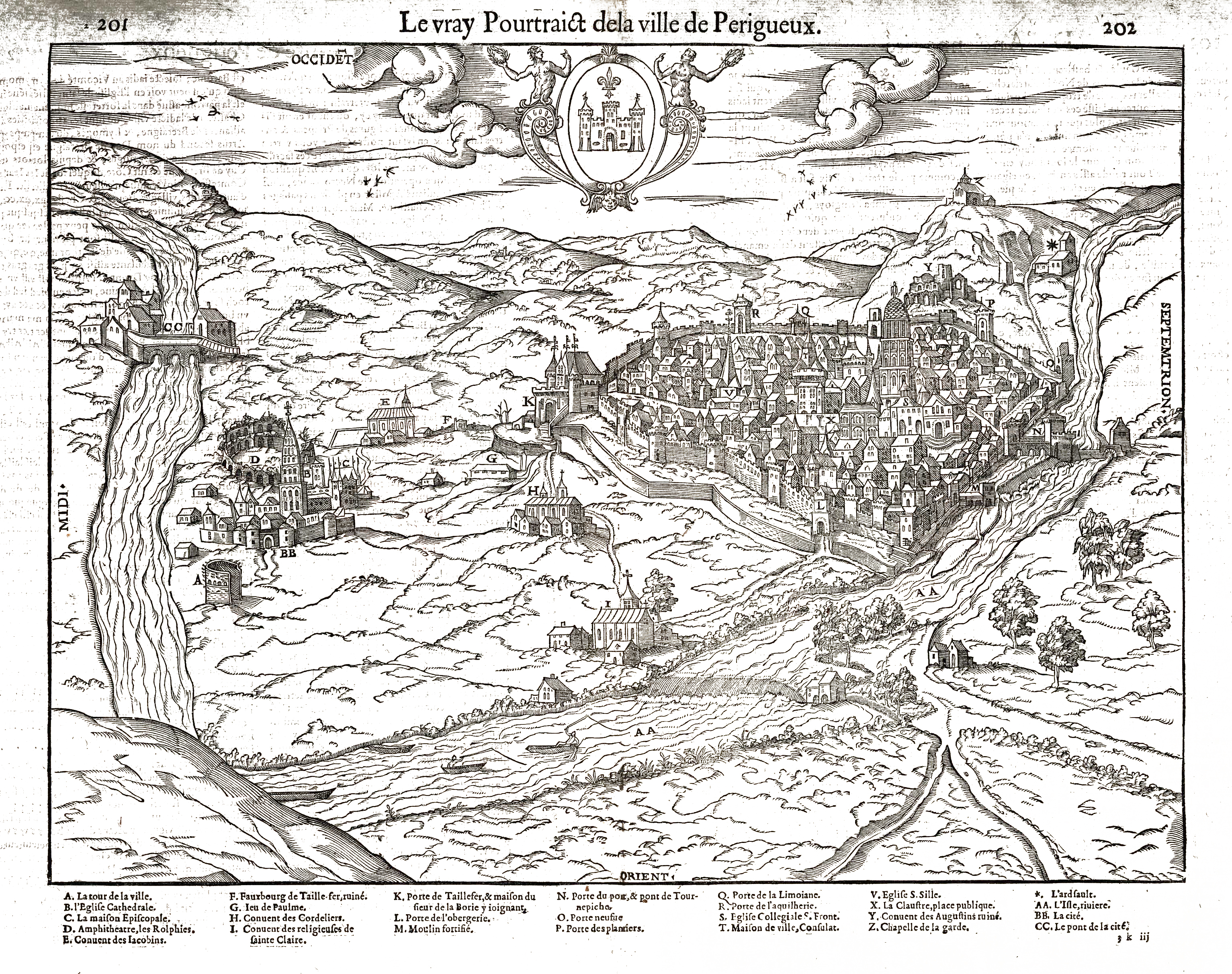
中世纪末的佩里格

佩里格历史悠久，根据法国历史学家文塞斯拉斯·克吕塔的推断，当地的建成史可推至公元前二世纪。彼时，佩特罗科尔人将其首府建于伊勒河右岸的一处高地上，命名为“沃苏纳”。罗马人入侵后，沃苏纳成为连接里昂和波尔多之间大道上的一个重要驿站，人口数量一度超过1.5万人。中世纪初期，沃苏纳成为阿基坦的一部分，由于当地多次受到外敌的入侵，其四周出现了牢固的城墙，被称为“圣福龙山之堡”（bourg du Puy-Saint-Front），并最终逐渐成为佩里格主教座堂；而圣福龙山之堡四周则出现了新的居民区，沿伊勒河呈带状分布，成为现代佩里格的城市前身。845年，普瓦捷的埃默农成为首任佩里戈尔伯爵。英法百年战争时期，英格兰军队入侵法国西南部，并于1360年至1363年间占领了佩里格。中世纪末期，当地出现了葡萄酒种植园。投石党乱期间，路易二世·德·波旁曾短暂居住于此。法国大革命结束后，佩里格成为多尔多涅省的省会，工业革命期间，多条铁路在此交汇，带动了当地的工业发展。第二次世界大战期间，佩里格接纳了大批来自阿尔萨斯沦陷区的居民及工厂，其中一些居民在战后选择了继续在该地生活。

## 地理

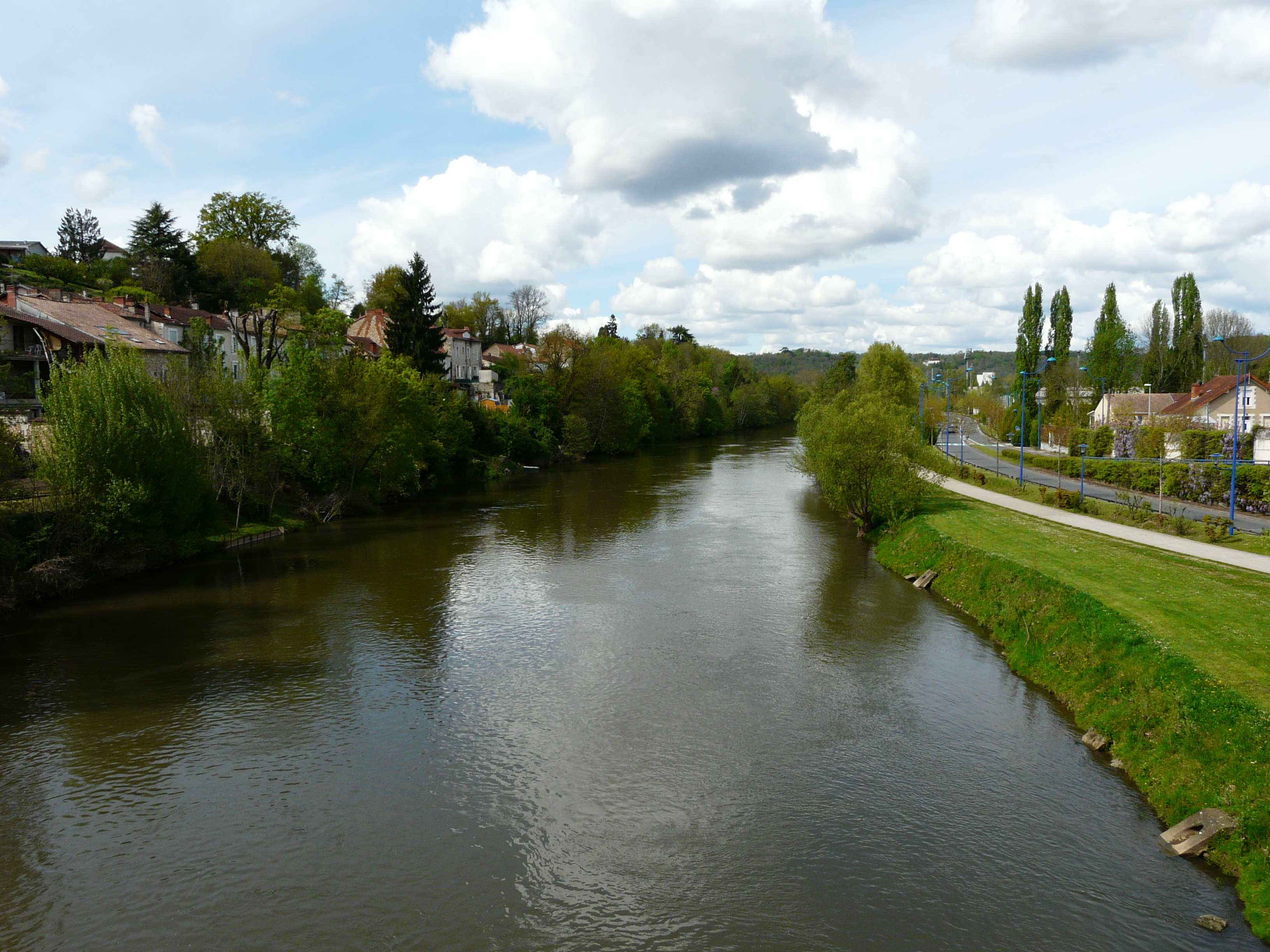
流经佩里格的伊勒河

佩里格位于法国西南部，新阿基坦大区东部和多尔多涅省中部，距离大区首府波尔多大约131公里。与佩里格接壤的市镇包括：尚瑟维内勒、尚斯拉德、莱韦克堡、库卢尼埃-沙米耶、伊勒河畔马尔萨克、萨尼亚克、特雷利萨克、布拉扎克-伊勒-马努瓦尔、布拉扎克、萨尼亚克圣母镇。

### 地形
佩里格位于阿基坦盆地东部，在地质学上属于古中央高原西部延伸地带，境内以丘陵为主，部分街道有较为明显的高差，全境海拔在75到189米之间。

### 水文
伊勒河自西向东流经境内，该河是加龙河的二级支流，后者为法国五大河流之一。

### 植被
佩里格属于温带落叶林区，市区内的主要绿地公园包括丰潘凯公园（Parc de Font Pinquet）、自由城广场（Place de Villefranche）等，均常年免费向公众开放。

### 气候
佩里格在柯本气候分类法中属于温带海洋性气候。
佩里格境内设有气象站，以下为该气象站的数据：
| 佩里格1981年－2019年                    | 佩里格1981年－2019年 | 佩里格1981年－2019年 | 佩里格1981年－2019年 | 佩里格1981年－2019年 | 佩里格1981年－2019年 | 佩里格1981年－2019年 | 佩里格1981年－2019年 | 佩里格1981年－2019年 | 佩里格1981年－2019年 | 佩里格1981年－2019年 | 佩里格1981年－2019年 | 佩里格1981年－2019年 | 佩里格1981年－2019年 |
| 月份                                    | 1月                  | 2月                  | 3月                  | 4月                  | 5月                  | 6月                  | 7月                  | 8月                  | 9月                  | 10月                 | 11月                 | 12月                 | 全年                 |
| --------------------------------------- | -------------------- | -------------------- | -------------------- | -------------------- | -------------------- | -------------------- | -------------------- | -------------------- | -------------------- | -------------------- | -------------------- | -------------------- | -------------------- |
| 历史最高温 °C（°F）                     | 18.5 (65.3)          | 26.6 (79.9)          | 27.6 (81.7)          | 29 (84)              | 32.4 (90.3)          | 38.3 (100.9)         | 40.2 (104.4)         | 40 (104)             | 36.1 (97.0)          | 31.1 (88.0)          | 22.4 (72.3)          | 19.1 (66.4)          | 40.2 (104.4)         |
| 平均高温 °C（°F）                       | 9.2 (48.6)           | 10.5 (50.9)          | 14.2 (57.6)          | 16.7 (62.1)          | 20.8 (69.4)          | 23.7 (74.7)          | 27.4 (81.3)          | 27.1 (80.8)          | 24.2 (75.6)          | 19 (66)              | 12.8 (55.0)          | 10 (50)              | 18 (64)              |
| 日均气温 °C（°F）                       | 5.3 (41.5)           | 5.9 (42.6)           | 8.7 (47.7)           | 10.9 (51.6)          | 14.8 (58.6)          | 17.8 (64.0)          | 20.6 (69.1)          | 20.3 (68.5)          | 17.3 (63.1)          | 13.6 (56.5)          | 8.5 (47.3)           | 5.9 (42.6)           | 12.5 (54.5)          |
| 平均低温 °C（°F）                       | 1.4 (34.5)           | 1.2 (34.2)           | 3.3 (37.9)           | 5.1 (41.2)           | 8.9 (48.0)           | 12.1 (53.8)          | 13.9 (57.0)          | 13.3 (55.9)          | 10.6 (51.1)          | 8.4 (47.1)           | 4.3 (39.7)           | 1.7 (35.1)           | 7 (45)               |
| 历史最低温 °C（°F）                     | −21.5 (−6.7)         | −12.5 (9.5)          | −12 (10)             | −5 (23)              | −2 (28)              | 1 (34)               | 5 (41)               | 1 (34)               | 0 (32)               | −3.2 (26.2)          | −9.1 (15.6)          | −11 (12)             | −21.5 (−6.7)         |
| 平均降水量 mm（）                       | 63 (2.5)             | 55.5 (2.19)          | 58.1 (2.29)          | 64.8 (2.55)          | 61.6 (2.43)          | 41.7 (1.64)          | 42.1 (1.66)          | 33.7 (1.33)          | 34.8 (1.37)          | 45.7 (1.80)          | 49.9 (1.96)          | 56.9 (2.24)          | 607.7 (23.93)        |
| 月均日照時數                            | 85.4                 | 111.3                | 167.4                | 178                  | 210.8                | 231.7                | 248                  | 240.2                | 199.3                | 136.9                | 88.7                 | 78.2                 | 1,975.9              |
| 来源：infoclimat.fr, annuaire-mairie.fr |                      |                      |                      |                      |                      |                      |                      |                      |                      |                      |                      |                      |                      |

## 行政区划
佩里格是法国新阿基坦大区多尔多涅省的一个市镇，编号为24322，它也是多尔多涅省的省会。佩里格下辖佩里格区，管理佩里格第一县和第二县，同时也是大佩里格城市圈公共社区的办公驻地。
法国国家统计与经济研究所（简称）在进行数据统计时，将佩里格及相邻的另外6个市镇设为佩里格城市核心区，并将包括核心区在内的周边共45个市镇划为佩里格城市区。同时，还将佩里格市镇分为了12个“块区”（IRIS），以便于统计人口分布情况。

## 交通

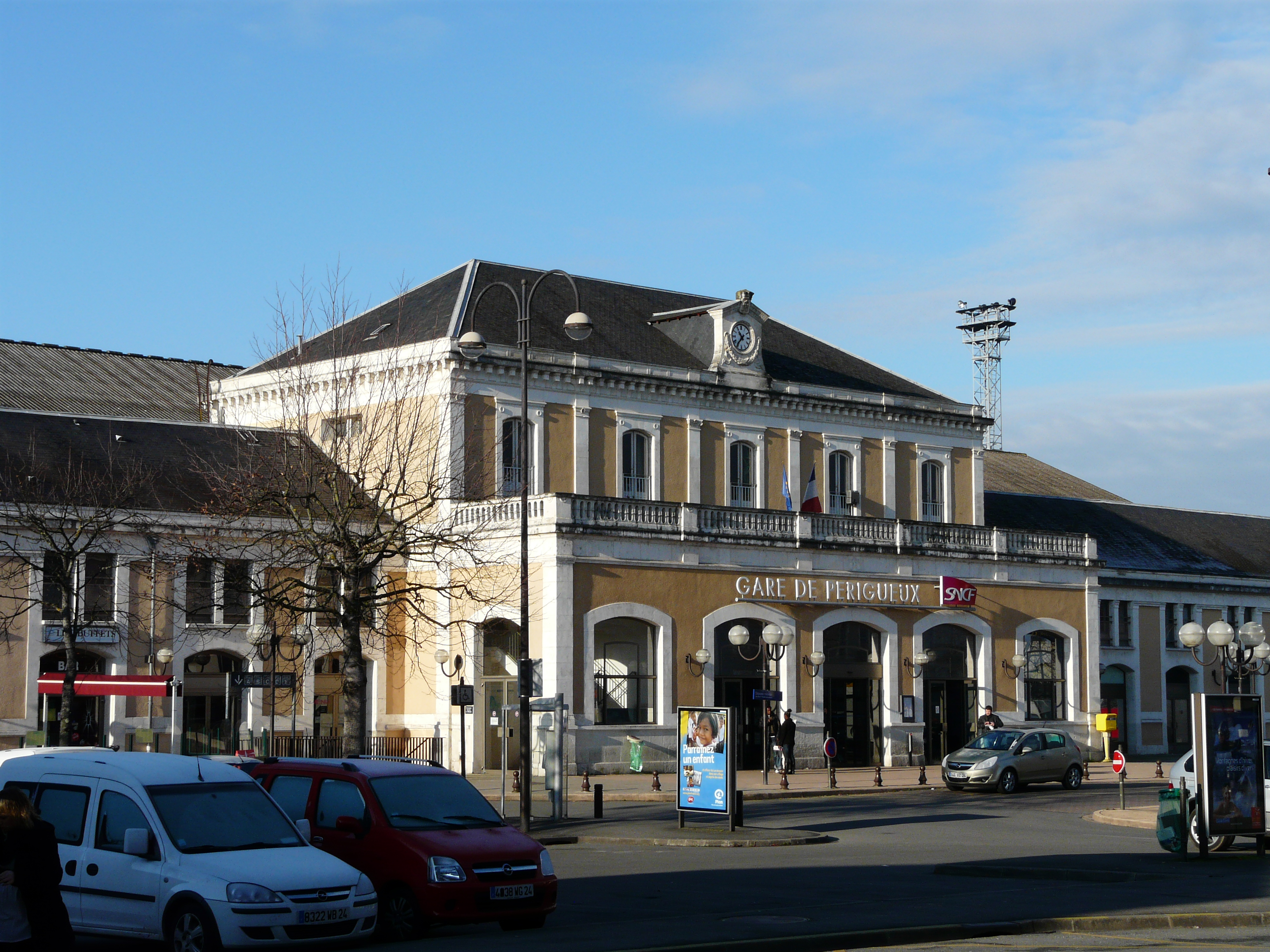
佩里格火车站

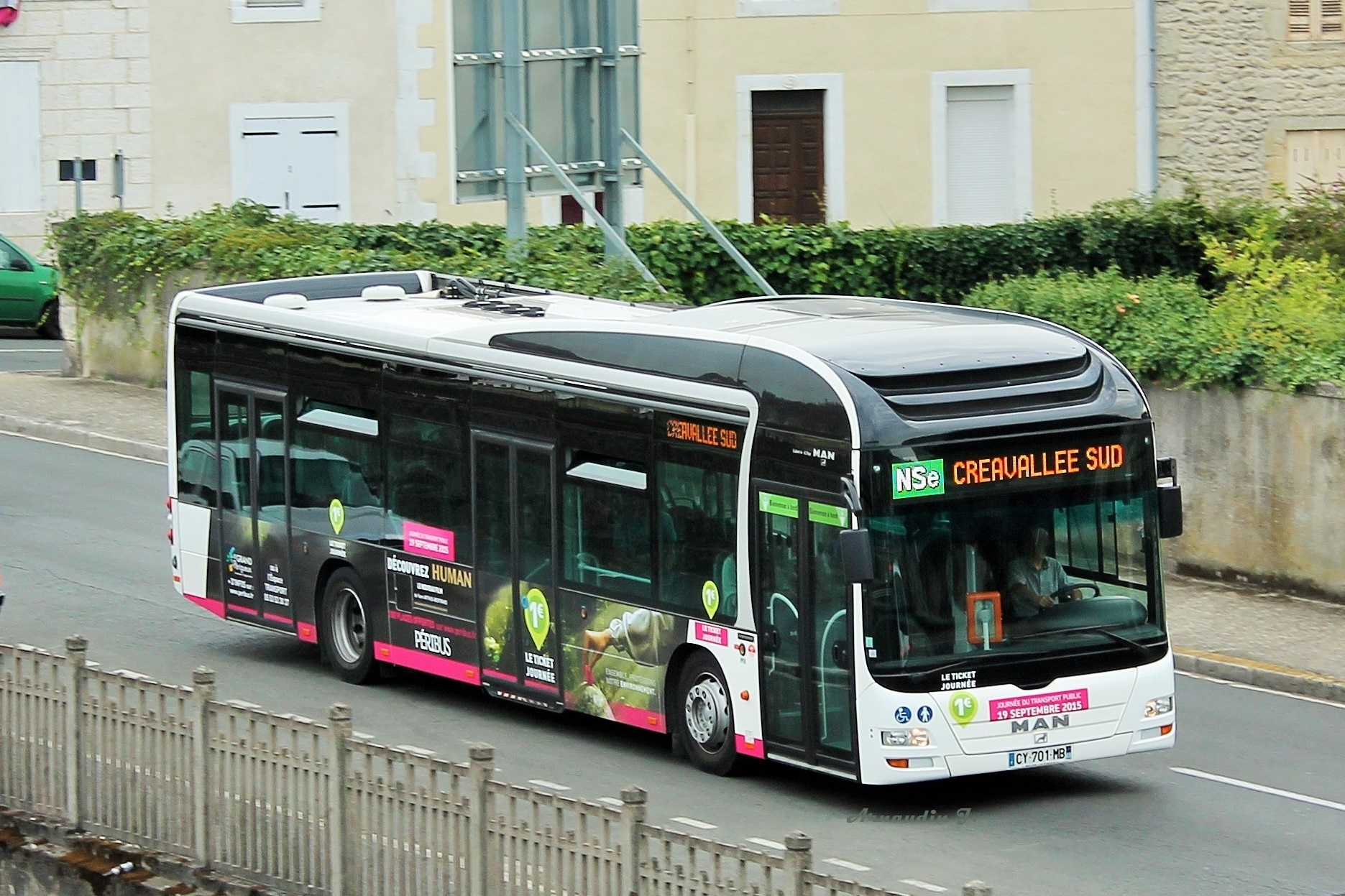
一辆佩里格公交

### 公路
法国A89高速公路经过佩里格市区南部，可通过14、15和16三个出入口连接市区；此外法国国道N21线和多条多尔多涅省省道在佩里格境内交汇。
多尔多涅省城际客运（TransPérigord）提供由佩里格前往昂古莱姆、贝尔热拉克、里贝拉克、农特龙、萨拉拉卡内达等方向的线路，并有校车线路可前往周边部分市镇。
2016年，61.3%的佩里格家庭拥有至少一辆的私人汽车。同年，佩里格境内共发生各类交通事故12起，造成14人受伤。

### 铁路
佩里格位于利摩日－佩里格铁路和库特拉－蒂勒铁路的交汇处，另有尼韦萨克－阿让铁路在附近交汇，是一个重要的铁路枢纽。佩里格站位于市区中部，停靠前往波尔多、布里夫、利摩日和阿让四个方向的区域列车。

### 航空
佩里格-巴西亚克机场位于佩里格市区以东，该机场在2018年以前开行常规航线，后因客流不足而关闭。
距离佩里格最近的民用航空站为贝尔热拉克机场，距离佩里格市中心的公路里程约51公里。

### 城市公共交通
佩里格城市公共交通（商业名称为）是当地的城市公共交通系统，成立于1987年，截至2020年5月，该系统共有4条主干公交、6条快速公交、4条街区公交、11条补充线路，此外还有多条摆渡车及校车线路，同时还提供定制公交服务。

## 政治

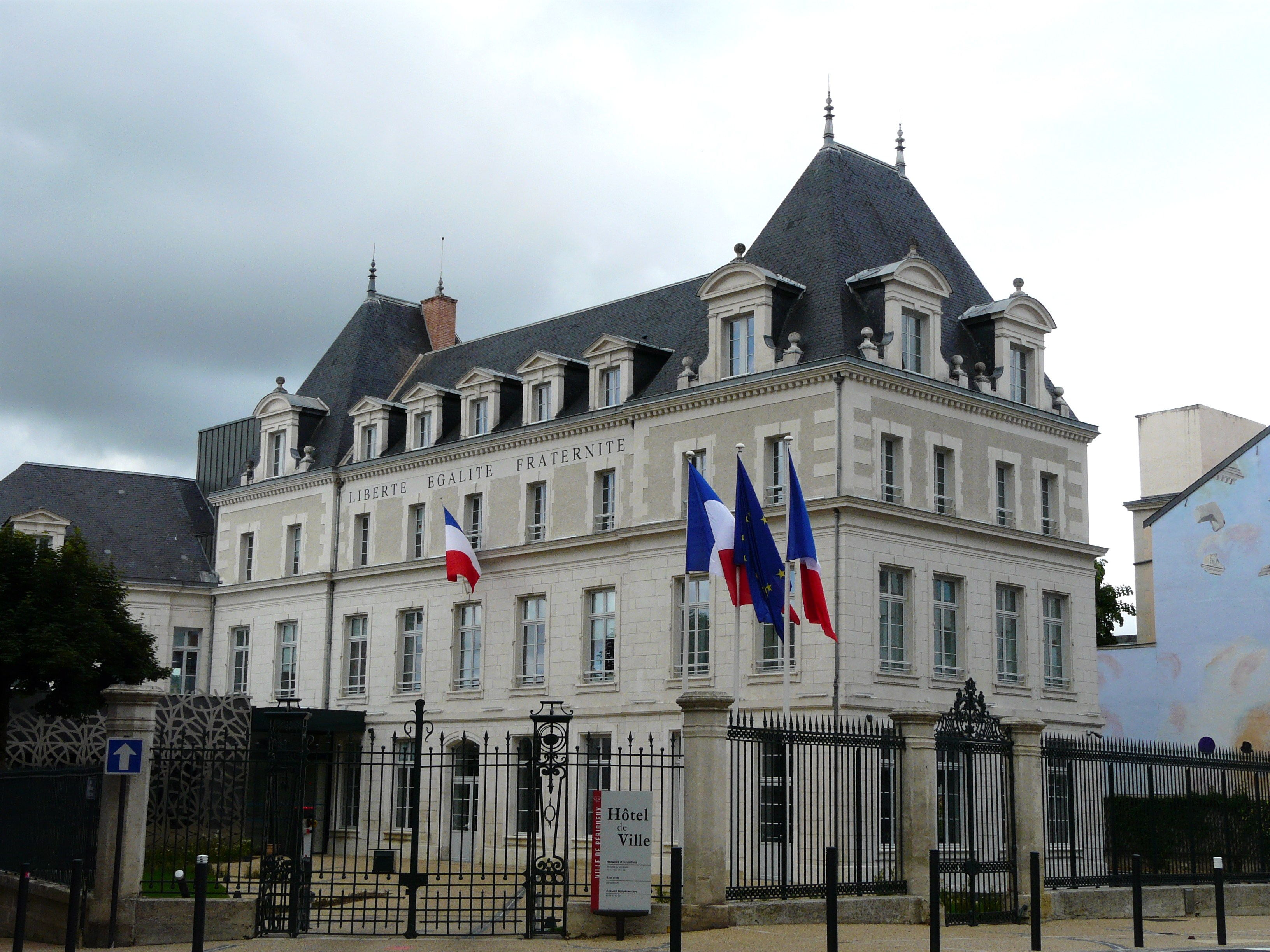
佩里格市政厅

佩里格的现任市长为戴尔菲娜·拉巴伊女士（Delphine Labails），她是社会党的一名成员，在2020年的市政选举中获得了55%的支持率。
在2017年的法国总统大选中，法国第25任总统埃马纽埃尔·马克龙在佩里格获得了75.43%的支持率。
| 佩里格历届市长 |                   |                                    |
| 任期           | 市长              | 党派                               |
| 1944年－1959年 | 皮埃尔·皮涅       | SFIO工人国际法国支部               |
| 1959年－1971年 | 吕西安·巴里耶尔   | RAD激进党                          |
| 1971年－1997年 | 伊夫·盖纳         | UDR共和国保卫联盟 →RPR保衛共和聯盟 |
| 1997年－2002年 | 格扎维埃·达尔科斯 | RPR保衛共和聯盟                    |
| 2002年－2005年 | 让-保罗·多杜      | UMP人民运动联盟                    |
| 2005年－2008年 | 格扎维埃·达尔科斯 | UMP人民运动联盟                    |
| 2008年－2014年 | 米歇尔·穆瓦朗     | PS社会党                           |
| 2014年－2020年 | 安托万·奥迪       | UMP人民运动联盟 →LR共和黨          |
| 2020年－       | 戴尔菲娜·拉巴伊   | PS社会党                           |

## 人口
2017年，佩里格市镇人口数量为29,966，在法国排名第275位。其中男性13,693人，女性16,219人，75岁及以上人口占11.1%，外籍人口数量为1,732人，人口密度为3,052人/平方公里，当地居民被称为（男性）或（女性）。2018年，佩里格境内出生275人，死亡人口358人。
| 年份   | 1936   | 1946   | 1954   | 1962   | 1968   | 1975   | 1982   | 1990   | 1999   | 2006   | 2011   | 2016   | 2017   |
| ------ | ------ | ------ | ------ | ------ | ------ | ------ | ------ | ------ | ------ | ------ | ------ | ------ | ------ |
| 人口數 | 37,615 | 40,865 | 40,785 | 38,529 | 37,450 | 35,120 | 32,916 | 30,280 | 30,193 | 29,558 | 29,811 | 29,912 | 29,966 |

## 经济
佩里格是一个区域性的中心城市，多尔多涅省工商会所在地，当地共有各类用人单位5,466家，平均历史为18年，行政、医疗及社会服务是当地的主要就业岗位类型

## 财政收入
2018年，佩里格的财政收入总额为43,870,100欧元，财政支出总额为39,457,400欧元，当年的债务总额为34,982,300欧元。
2014年，佩里格的人均收入总额为2,334欧元，其中高职人员为3,991欧元，普通职员为1,753欧元。
2016年，佩里格境内的青壮年（15至64岁）失业率为20.3%，当地38%的家庭拥有纳税资格。

## 社会事务

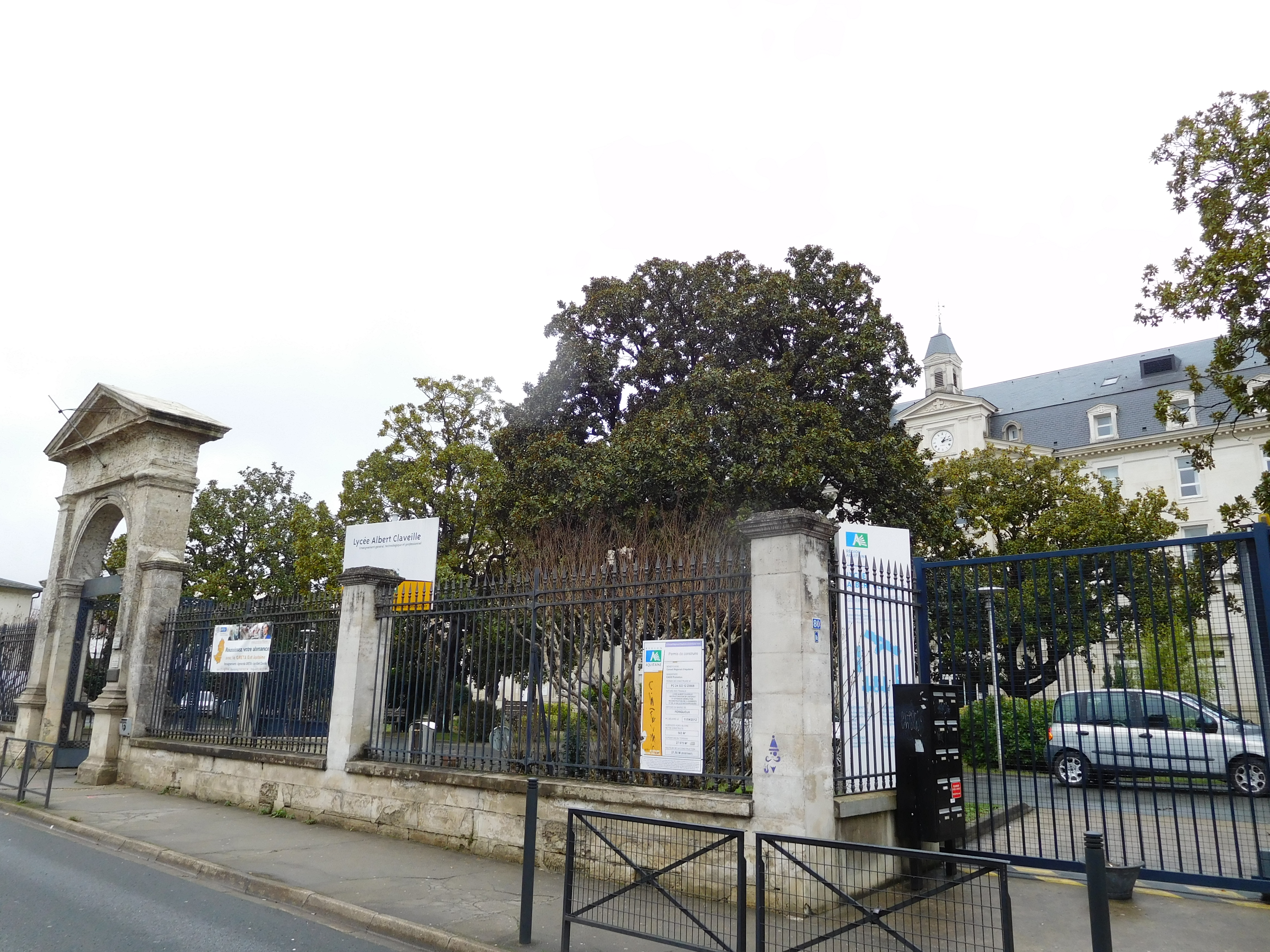
佩里格的一所高级中学

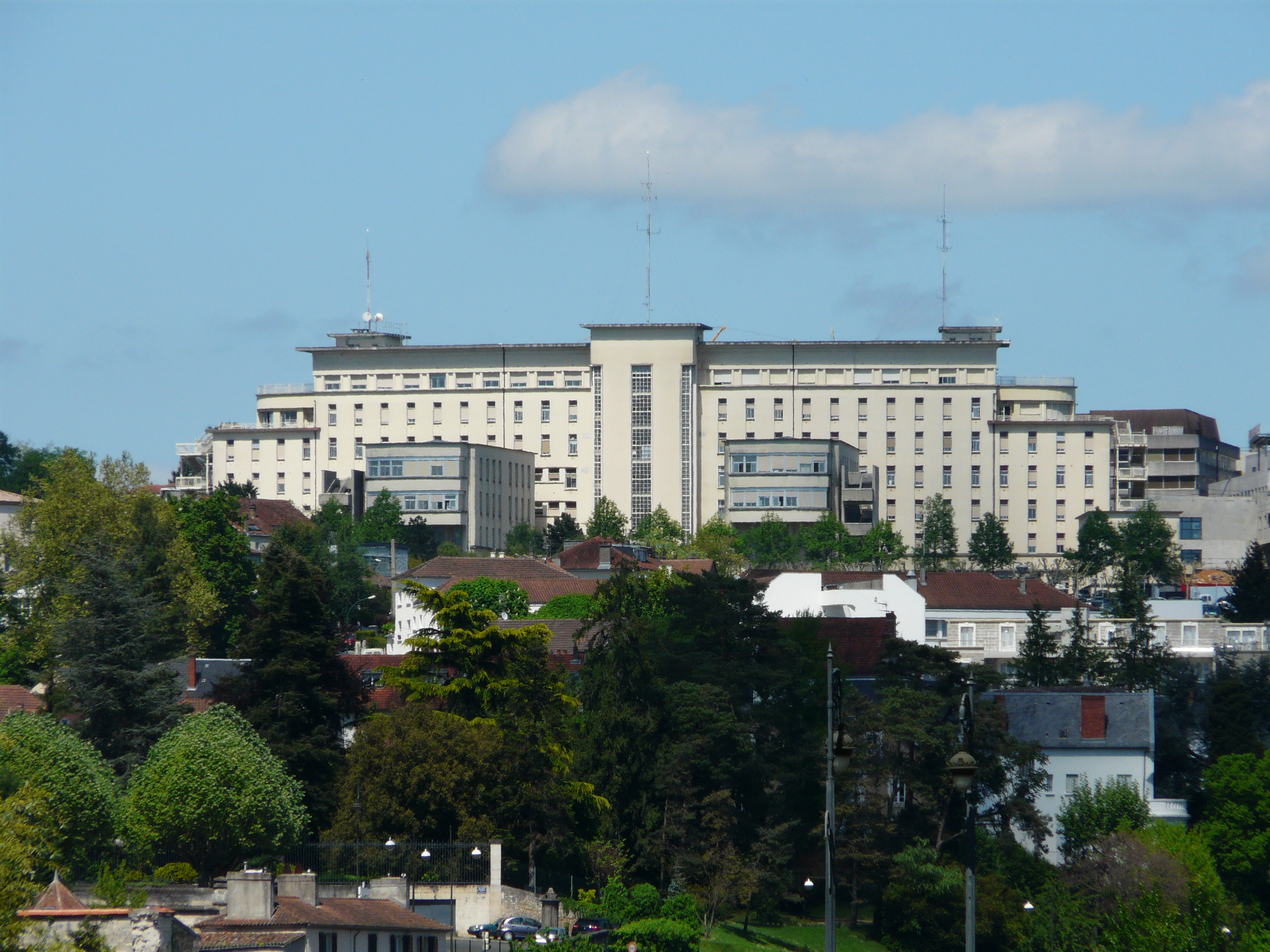
远眺佩里格中心医院

### 教育
佩里格属于波尔多学区。截止2018年1月1日，佩里格境内共有9所幼儿园、13所小学、7所初级中学、5所普通高中、1所农业高中和3所职业高中。。2018至2019学年度，佩里格境内共有在校中小学生7,336名。
在高等教育方面，佩里格大学城位于佩里格市区北部，波尔多大学的多个专业及下属的佩里格应用技术学院在此授课。

### 医疗
截止2018年1月1日，佩里格境内共有全科医生39名、保健师31名、牙医42名、护士42名、耳科医生6名、眼科医生5名、皮肤科医生6名、助产士7名、儿科医生1名和妇科医生9名。境内共有药房20家，养老院4家。
佩里格中心医院位于佩里格市区北部，是当地规模最大的公立综合性医院，下设3个病区和2个康复中心。

### 住房
2016年，佩里格境内共有各类住房20,073套，其中84%为常住房屋。集中式居民区主要分布在市区北部。

### 商业
2017年，佩里格境内共有各类商铺2,382家，其中餐饮服务类1,037家。佩里格市区东部的布拉扎克伊勒马努瓦境内建有大型开放式商业街区。

### 体育
2018年，佩里格境内共有1家游泳池、9间健身房、4座综合体育场、20处网球场、6处足球或橄榄球场以及4处篮球或排球场。
佩里格多尔多涅体育俱乐部是当地的一支橄榄球队，成立于1901年，2020至2021赛季参加法国橄榄球丙级联赛。
佩里格足球俱乐部是当地的一支足球队，成立于1998年，2020至2021赛季参加区域性的足球联赛。

### 环境
佩里格的环境事务由其所属的公共社区负责。2017年，佩里格境内共有1家污染企业。

### 治安
2014年，佩里格及附近地区共发生各类案件3,081起，其中盗窃类案件2,016起，经济类案件364起，毒品交易类案件130起。

## 文化

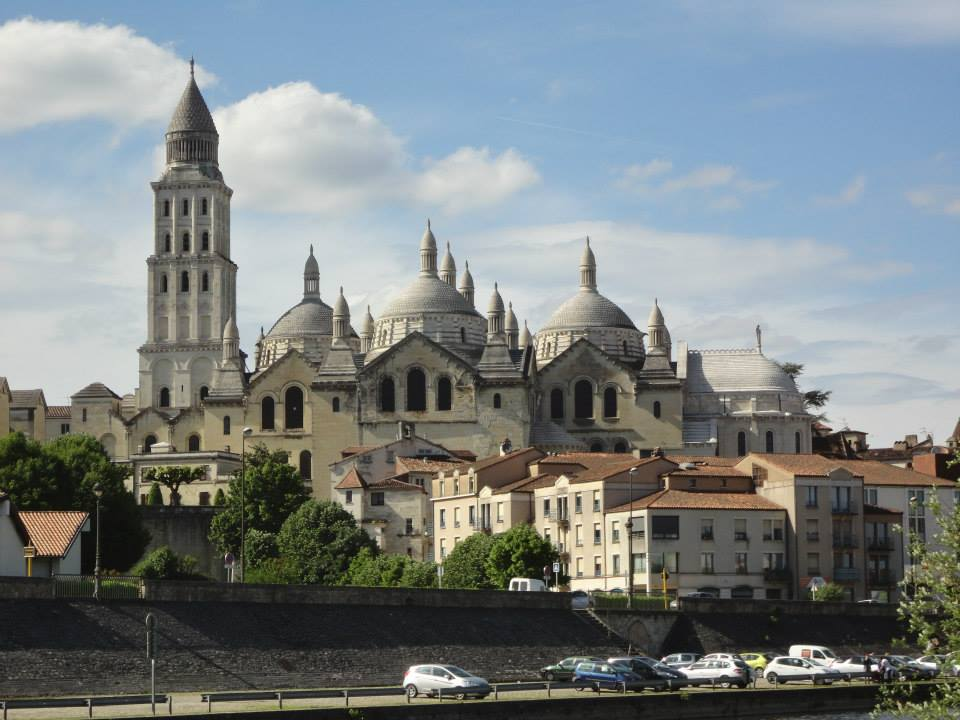
佩里格主教座堂

2018年，佩里格境内共有3个剧场、1个电影院、3个博物馆和1个音乐厅。皮埃尔-方拉克多媒体中心由佩里格市政府直接管理，免费向公众开放。

### 建筑
佩里格是法国艺术与历史之城，境内的韦索讷高卢-罗马城内有多处罗马时期的建筑遗址；佩里格主教座堂则是法国首批国家文物保护单位，并于1998年作为圣雅各之路的一站而被列入《世界文化遗产》名录，此外沃苏纳博物馆、城邦圣斯德望堂等为当地的代表性建筑物。

### 旅游
2020年，佩里格境内共有7个宾馆共计307间房间。

### 媒体
法国主要的媒体均可在佩里格接收，法国电视三台下属的新阿基坦大区频道在部分时段播出佩里格所属区域的地方新闻。

## 友好城市
截至2020年5月，佩里格与 德国安贝格互为友好城市关系，此外与法国东北部城市斯特拉斯堡互为友好合作城市。